# Andrzej Pałasz
Andrzej Ferdynand Pałasz (né le 22 juillet 1960 à Zabrze en Pologne) est un footballeur international polonais, qui évoluait au poste de milieu de terrain.

## Biographie

### Carrière en sélection
Avec l'équipe de Pologne, il joue 34 matchs (pour 7 buts inscrits) entre 1980 et 1985. 
Il joue son premier match en équipe nationale le 17 février 1980 contre le Maroc et son dernier le 8 décembre 1985 contre la Tunisie. Le 10 février 1985, il inscrit un doublé face à la Colombie en match amical.
Il figure dans le groupe des sélectionnés lors des coupes du monde de 1982 et de 1986. Lors du mondial 1982 organisé en Espagne, il joue deux matchs : contre le Cameroun et l'Italie. En revanche il ne joue aucun match lors du mondial 1986.
Il participe enfin à la Coupe du monde des moins de 20 ans 1979 organisée au Japon.

## Palmarès
Górnik Zabrze
- Championnat de Pologne (3) :
  - Champion : 1984-85, 1985-86 et 1986-87.